# Mitte-West (Wolfsburg)

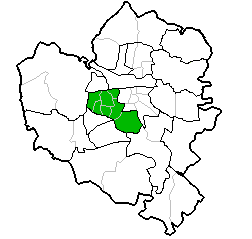
Lage im Stadtgebiet Wolfsburg

Mitte-West ist eine Ortschaft der Stadt Wolfsburg. Die Ortschaft gliedert sich in die Stadtteile Eichelkamp, Hageberg, Hohenstein, Klieversberg, Laagberg, Rabenberg und Wohltberg. Die Ortschaft hatte am 31. Dezember 2021 18.079 Einwohner.
Die Ortschaft Mitte-West wurde im Zuge der Kommunalwahl 2001 gebildet.

## Politik
Der Ortsrat Mitte-West besteht aus 17 Mitgliedern. Ortsbürgermeister ist Sabah Enversen (SPD).